# Reuteroscopus froeschneri
Reuteroscopus froeschneri är en insektsart som beskrevs av Knight 1953. Reuteroscopus froeschneri ingår i släktet Reuteroscopus och familjen ängsskinnbaggar. Inga underarter finns listade i Catalogue of Life.